# Abraham Pousette
Abraham Pousette, född 1741, död 4 februari 1786 i Sankt Olofs församling, Östergötlands län, var en svensk byggmästare i Norrköping.

## Utförda arbeten (urval)
- Söderköpings rådhus (1777)[2]
- Östra Eds kyrka (1778–1785)[3]
- Dagsbergs kyrka (1781–1782)[4]
- Styrstads kyrka (1782–1782)[5]